# Siboney Lo
Siboney Lo Chávez (Santiago, 31 de octubre de 1978-Iquique, 13 de abril de 2021), conocida como Siboney Lo, fue una actriz y productora chilena que centró su carrera principalmente en el cine.

## Carrera
Inició su carrera actoral en Iquique y luego se trasladó a Estados Unidos, donde realizó algunos trabajos en publicidad. Posteriormente llegó a Santiago, estudiando en la escuela de Teatro de la Pontificia Universidad Católica. En 1997 tuvo una pequeña aparición en la teleserie Playa salvaje de Canal 13.
Su primer rol importante lo consiguió en 2002, siendo la protagonista del largometraje El Leyton: Hasta que la muerte nos separe de Gonzalo Justiniano. Gracias a esta película fue elegida mejor actriz por la Asociación de Periodistas de Espectáculos (APES) y fue premiada en el Festival Internacional de Cine de Miami.
Se radicó en Barcelona, España e internacionalizó su carrera. También trabajó en Miami, participando de la cinta Murder on the Border. En 2005 formó parte del filme Juego de verano junto con Benjamín Vicuña. Retornó a Chile en 2010, manteniéndose activa en el teatro.

## Fallecimiento
En marzo de 2020 fue diagnosticada de un tumor cerebral, del cual fue intervenida. En junio de ese mismo año cumplió uno de sus sueños al transformarse en voluntaria de la Quinta Compañía de Bomberos de Iquique.
Falleció el 13 de abril de 2021 a la edad de 42 años.

## Filmografía

### Películas
- El Leyton: Hasta que la muerte nos separe (2002) - Marta
- Fragmentos Urbanos (2002) - Lucy
- Tendida mirando las estrellas (2004) - Grace
- Murder on the Border (2005) - Rosita Martínez
- Juego de verano (2005) - Eva
- Get Pony Boy (2007) - Mira
- Departyd (2008)
- En las Afueras de la Ciudad (2012) - Ana
- Road Kill (2014) - Rayne

### Otras apariciones
- Undercover Blues (1993) - Niña en el zoológico (sin acreditar)
- Playa salvaje (1997) - La Peladita
- «Corazón solitario» (1999) - Videoclip del dúo La Sociedad

## Premios y reconocimientos
Premios APES
| Año  | Categoría                     | Producción                                | Resultado | Ref.   |
| ---- | ----------------------------- | ----------------------------------------- | --------- | ------ |
| 2002 | Mejor actriz principal - Cine | El Leyton: Hasta que la muerte nos separe | Ganadora  | [ 10 ] |

Festival Internacional de Cine de Miami
| Año  | Categoría                     | Producción                                | Resultado | Ref    |
| ---- | ----------------------------- | ----------------------------------------- | --------- | ------ |
| 2003 | Mejor actriz principal - Cine | El Leyton: Hasta que la muerte nos separe | Ganadora  | [ 10 ] |